# Allobates subfolionidificans
Allobates subfolionidificans é uma espécie de anfíbio da família Aromobatidae. Endêmica do Brasil, pode ser encontrada apenas na localidade-tipo no município de Rio Branco, no estado do Acre.